# Trégourez
Trégourez (bret. Tregourez) – miejscowość i gmina we Francji, w regionie Bretania, w departamencie Finistère.
Według danych na rok 1990 gminę zamieszkiwało 939 osób, a gęstość zaludnienia wynosiła 53 osoby/km² (wśród 1269 gmin Bretanii Trégourez plasuje się na 597. miejscu pod względem liczby ludności, natomiast pod względem powierzchni na miejscu 570.).